# Alamo (Geòrgia)
Alamo és una població dels Estats Units a l'estat de Geòrgia. Segons el cens del 2000 tenia 1.943 habitants.

## Demografia
Segons el cens del 2000, Alamo tenia 1.943 habitants, 363 habitatges, i 255 famílies. La densitat de població era de 390,7 habitants per km².
Dels 363 habitatges en un 33,9% hi vivien nens de menys de 18 anys, en un 44,4% hi vivien parelles casades, en un 21,5% dones solteres, i en un 29,5% no eren unitats familiars. En el 28,1% dels habitatges hi vivien persones soles el 16% de les quals corresponia a persones de 65 anys o més que vivien soles. El nombre mitjà de persones vivint en cada habitatge era de 2,58 i el nombre mitjà de persones que vivien en cada família era de 3,14.
Per edats la població es repartia de la següent manera: un 14,3% tenia menys de 18 anys, un 14,1% entre 18 i 24, un 44,9% entre 25 i 44, un 19,4% de 45 a 60 i un 7,4% 65 anys o més.
L'edat mediana era de 35 anys. Per cada 100 dones de 18 o més anys hi havia 323,9 homes.
La renda mediana per habitatge era de 25.000 $ i la renda mediana per família de 30.125 $. Els homes tenien una renda mediana de 25.921 $ mentre que les dones 20.208 $. La renda per capita de la població era de 8.147 $. Entorn del 24,9% de les famílies i el 24,8% de la població estaven per davall del llindar de pobresa.

## Poblacions més properes
El següent diagrama mostra les poblacions més properes.